# Liste de sculpteurs serbes
Cette page propose une liste de sculpteurs serbes.
- Haut – A
- B
- C
- D
- E
- F
- G
- H
- I
- J
- K
- L
- M
- N
- O
- P
- Q
- R
- S
- T
- U
- V
- W
- X
- Y
- Z

## A
- Dragutin Aleksić (1947-2011)
- Nikola Antov (né en 1933) sr:Никола Антов
- Svetomir Arsić-Basara (né en 1928) sr:Светомир Арсић-Басара

## B
- Mrđan Bajić (né en 1957) sr:Мрђан Бајић
- Milija Belic (né en 1954)
- Ana Bešlić (1912-2008) sr:Ана Бешлић
- Stevan Bodnarov (1905-1993)
- Kosta Bogdanović (1930-2012)
- Milivoje Bogosavljević (né en 1957)
- Vuk Bojović (né en 1940) sr:Вук Бојовић

## C
- Živorad Ciglić (né en 1931) sr:Живорад Циглић

## D
- Dušan Džamonja (1928-2009) en:Dušan Džamonja

## F
- Ilija Filipović (né en 1944) sr:Илија Филиповић

## G
- Angelina Gatalica (1924-2001)
- Nandor Glid (1924-1997) sr:Нандор Глид
- Milija Glišić (né en 1932)

## I
- Boban Ilić (né en 1963)
- Mirjana Isaković (né en 1936) en:Mirjana Isaković

## J
- Vojislav Jakić (1932-2003)
- Nikola Janković (né en 1926)
- Olga Jančić (née en 1929) sr:Олга Јанчић
- Olga Jevrić (née en 1922) en:Olga Jevrić
- Dušan Jovanović Đukin (1891-1945) sr:Душан Јовановић Ђукин
- Đorđe Jovanović (1861-1953)
- Vida Jocić (1921-2002) sr:Вида Јоцић
- Mira Jurišić (1928-1998)

## K
- Kosta Krsmanović (né en 1951)
- Jelena Kršić (née en 1968)

## L
- Živojin Lukić (1889-1934) sr:Живојин Лукић

## M
- Živorad Maksimović (né en 1933) sr:Живорад Максимовић
- Mihailo Milovanović (1879-1941)
- Nikola Kolja Milunović

## O
- Dragiša Obradović

## P
- Petar Palavičini (1887-1958) sr:Петар Палавичини
- Slobodan Peladić (né en 1962) en:Slobodan Peladić
- Nikola Pešić (né en 1973) en:Nikola Pešić
- Miša Popović (1925-2005)
- Miroslav Prvulj (né en 1979)

## R
- Drinka Radovanović (né en 1943)
- Pavle Radovanović (1923-1981) sr:Павле Радовановић (вајар)
- Slavoljub Caja Radojčić (1942)
- Simeon Roksandić (1874-1943)
- Toma Rosandić (1878-1958)

## S
- Mira Sandić (1924-2010)
- Sava Sandić (1915-2010)
- Miloš Sarić (1927-2005) sr:Miloš Sarić
- Jovan Soldatović (1920-2005)
- Dragiša Stanisavljević (né en 1921) sr:Драгиша Станисављевић
- Milan Stanisavljević (1944) sr:Милан Станисављевић
- Radeta Stanković (1905-1996)
- Risto Stijović (1894-1974)
- Sreten Stojanović (1898-1960)
- Vasilije Stojanović Vasa (né en 1955)

## U
- Petar Ubavkić (1852-1910)

## V
- Franja Valdman
- Jovan Veljkovic (1945-1992)
- Matija Vuković (1925-1985) sr:Матија Вуковић
- Nikola Vukosavljević (né en 1946)
- Ratko Vulanović (né en 1941)

## Z
- Aleksandar Zarin (né en 1923) sr:Александар Зарин
- Bogosav Živković (1920-2005)
- Miodrag Živković (né en 1928)

- Haut – A
- B
- C
- D
- E
- F
- G
- H
- I
- J
- K
- L
- M
- N
- O
- P
- Q
- R
- S
- T
- U
- V
- W
- X
- Y
- Z